# Jakko Jan Leeuwangh
Jakko Jan Leeuwangh (Alkmaar, 9 de septiembre de 1972) es un deportista neerlandés que compitió en patinaje de velocidad sobre hielo.
Ganó dos medallas de bronce en el Campeonato Mundial de Patinaje de Velocidad sobre Hielo en Distancia Individual de 1999, en las pruebas de 500 m y 1000 m. Participó en los Juegos Olímpicos de Nagano 1998, ocupando el cuarto lugar en los 1000 m.

## Palmarés internacional
| Campeonato Mundial en Distancia Individual | Campeonato Mundial en Distancia Individual | Campeonato Mundial en Distancia Individual | Campeonato Mundial en Distancia Individual |
| Año                                        | Lugar                                      | Medalla                                    | Prueba                                     |
| ------------------------------------------ | ------------------------------------------ | ------------------------------------------ | ------------------------------------------ |
| 1999                                       | Heerenveen (Países Bajos)                  | Medalla de bronce                          | 500 m                                      |
| 1999                                       | Heerenveen (Países Bajos)                  | Medalla de bronce                          | 1000 m                                     |